# Корбер-Абер
Корбе́р-Абе́р (фр. Corbère-Abères) — коммуна во Франции, расположенная в регионе "Аквитания". Департамент — Атлантические Пиренеи. Входит в состав кантона Тер-де-Люи и Кото-дю-Вик-Бий. Округ коммуны — По.
Код INSEE коммуны — 64193.

## География

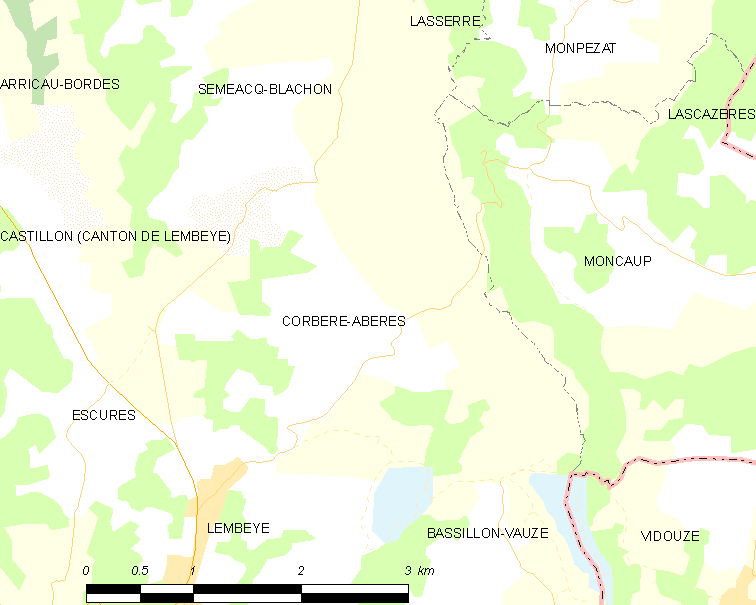
Карта коммуны

Коммуна расположена приблизительно в 630 км к югу от Парижа, в 160 км южнее Бордо, в 30 км к северо-востоку от По.
На востоке коммуны протекает река Ларсис.

### Климат
Климат тёплый, океанический. Зима мягкая: средняя температура января — от +5 °С до +13 °С, температуры ниже −10 °C бывают редко. Снег выпадает около 15 дней в году с ноября по апрель. Максимальная температура летом достигает порядка 20—30 °C, температура выше 35 °C поднимается крайне редко. Количество осадков высокое, порядка 1100 мм в год. Для Корбер-Абера характерна безветренная погода, сильные ветры очень редки.

## Население
Население коммуны на 2010 год составляло 107 человек.
| 1962 | 1968 | 1975 | 1982 | 1990 | 1999 | 2010 |
| ---- | ---- | ---- | ---- | ---- | ---- | ---- |
| 120  | 99   | 91   | 80   | 85   | 75   | 107  |

## Администрация
| Период | Период | Фамилия            | Партия | Примечания |
| ------ | ------ | ------------------ | ------ | ---------- |
| 1947   | 1977   | Андре Педайе       |        |            |
| 1977   | 1995   | Марсель Лост-Бердо |        |            |
| 1995   | 2020   | Реймон Сансо       |        |            |

## Экономика
В 2010 году среди 67 человек трудоспособного возраста (15—64 лет) 53 были экономически активными, 14 — неактивными (показатель активности — 79,1 %, в 1999 году было 67,4 %). Из 53 активных жителей работали 50 человек (27 мужчин и 23 женщины), безработных было 3 (2 мужчин и 1 женщина). Среди 14 неактивных 1 человек был учеником или студентом, 6 — пенсионерами, 7 были неактивными по другим причинам.

## Достопримечательности
- Церковь Святого Лаврентия (XII век)[4];
- Церковь Святого Орана (XII век)[5].

## Фотогалерея

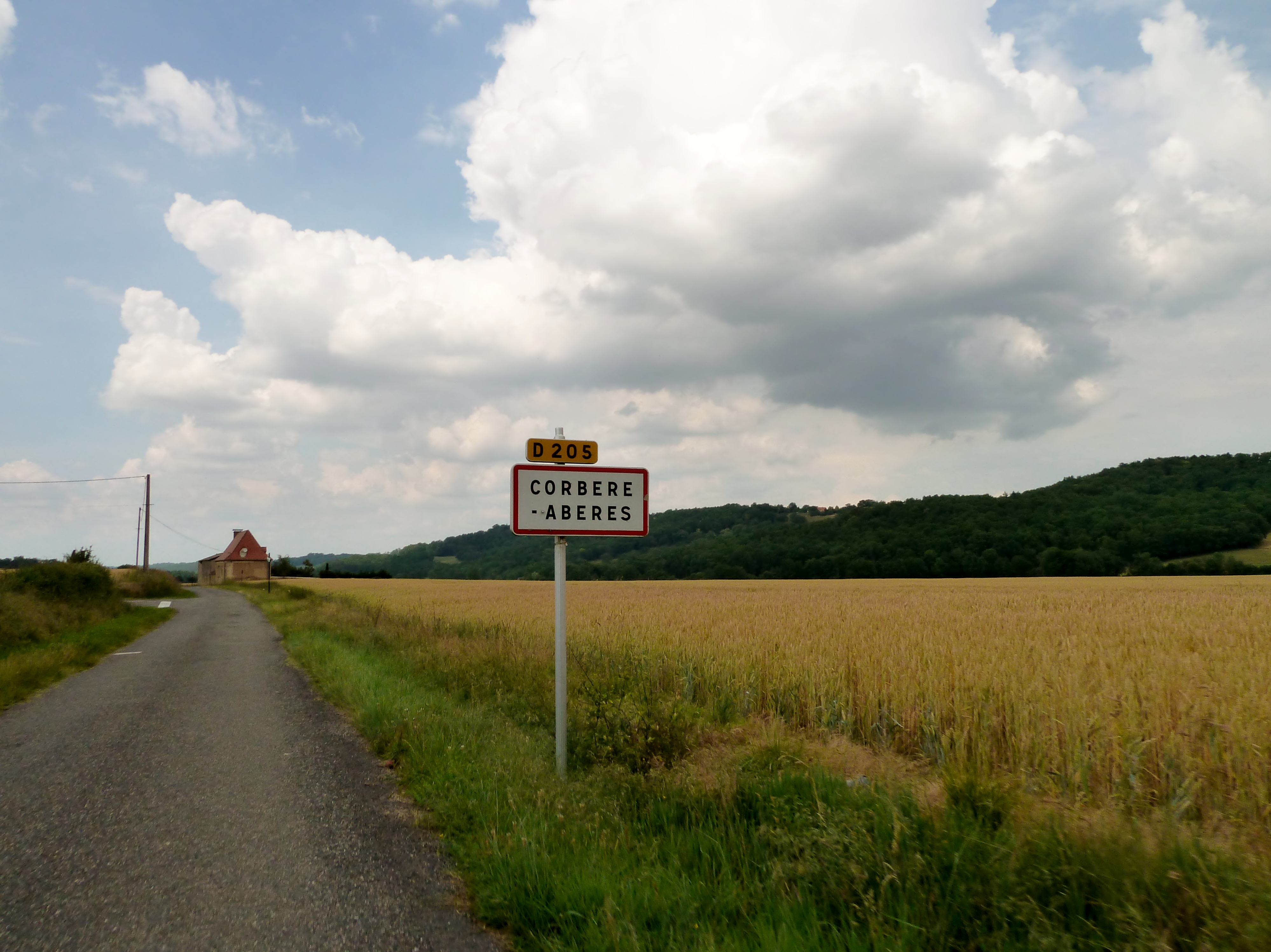
Въезд в Корбер-Абер
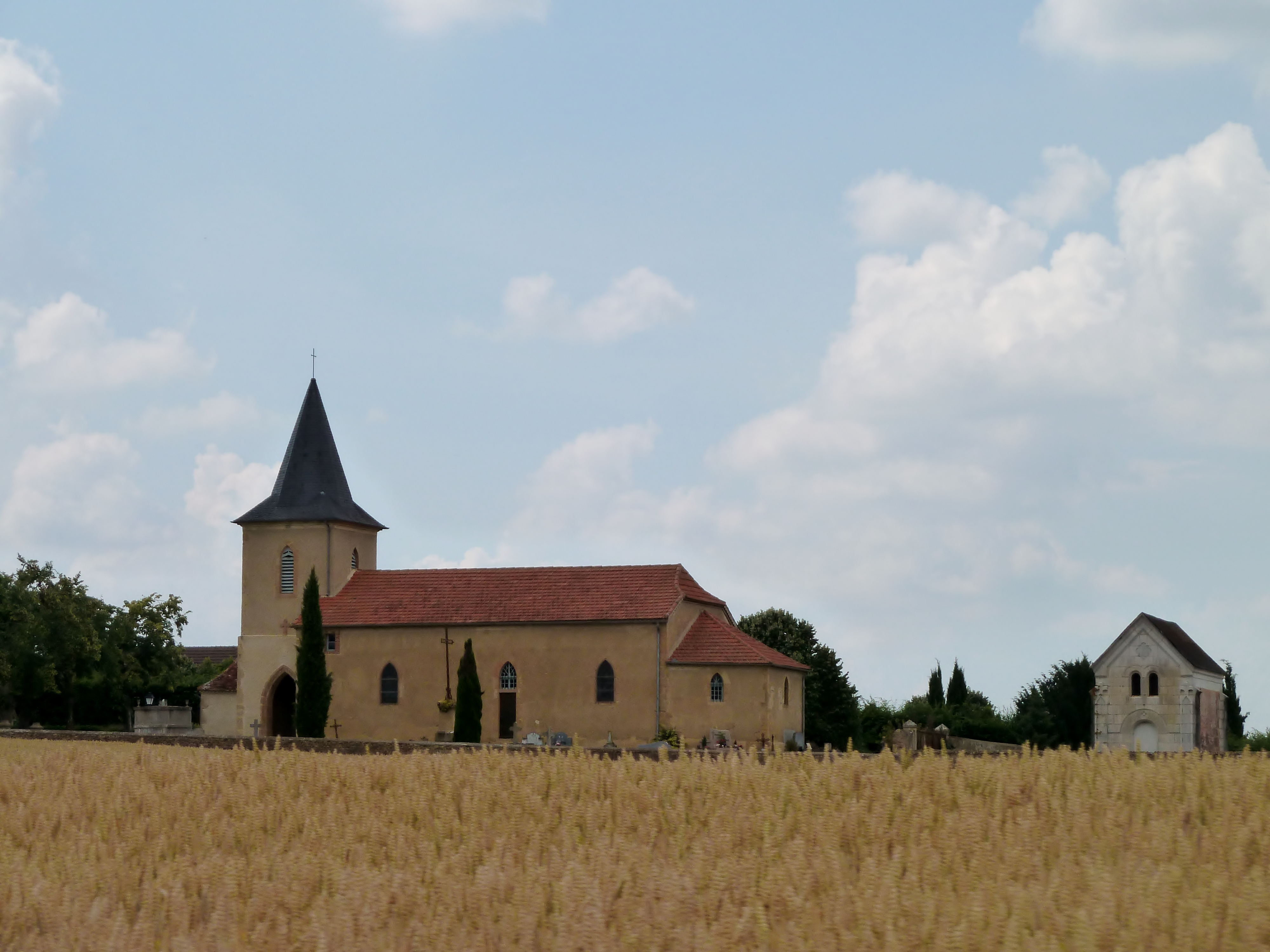
Церковь Св. Орана
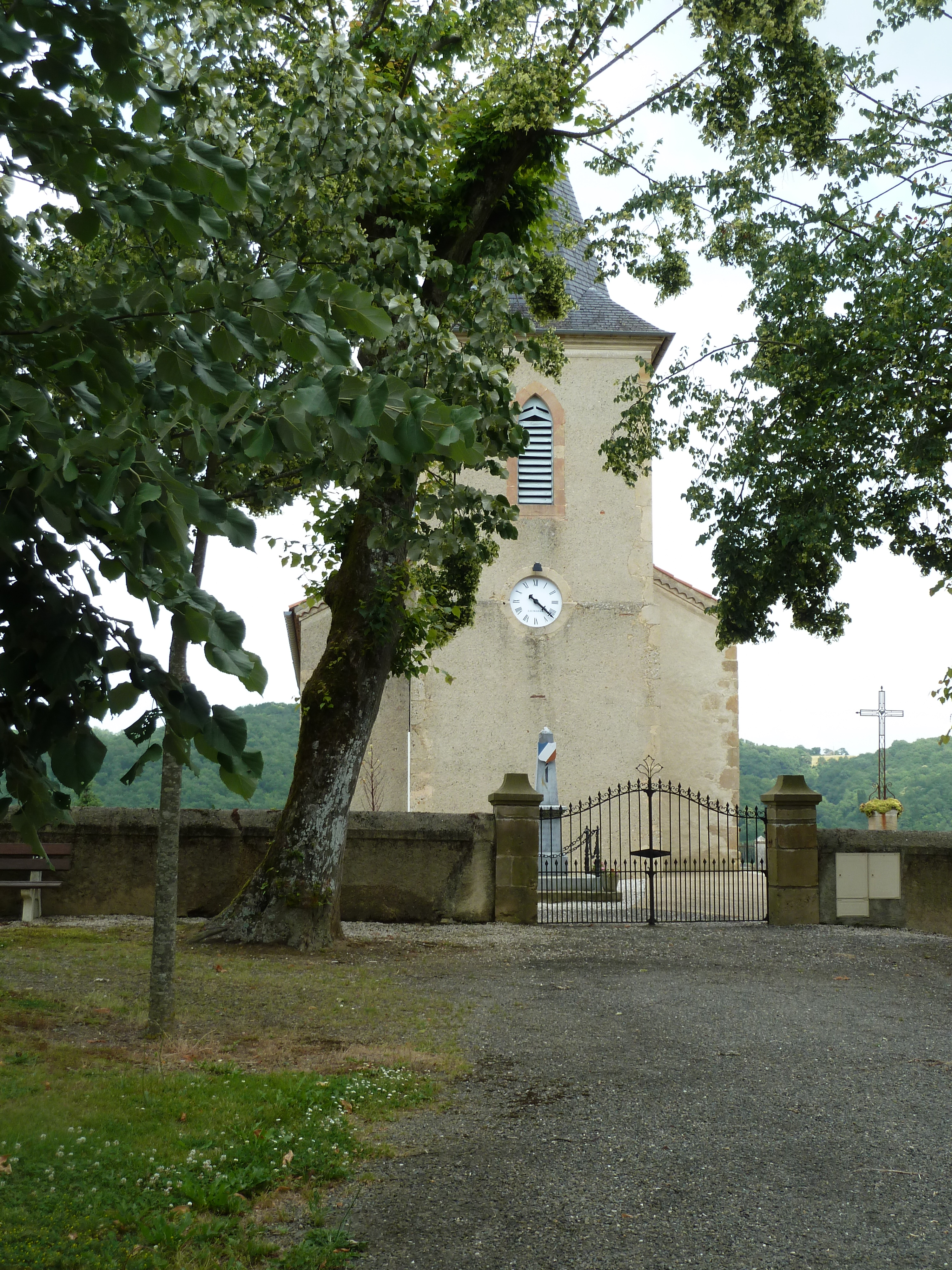
Церковь Св. Лаврентия
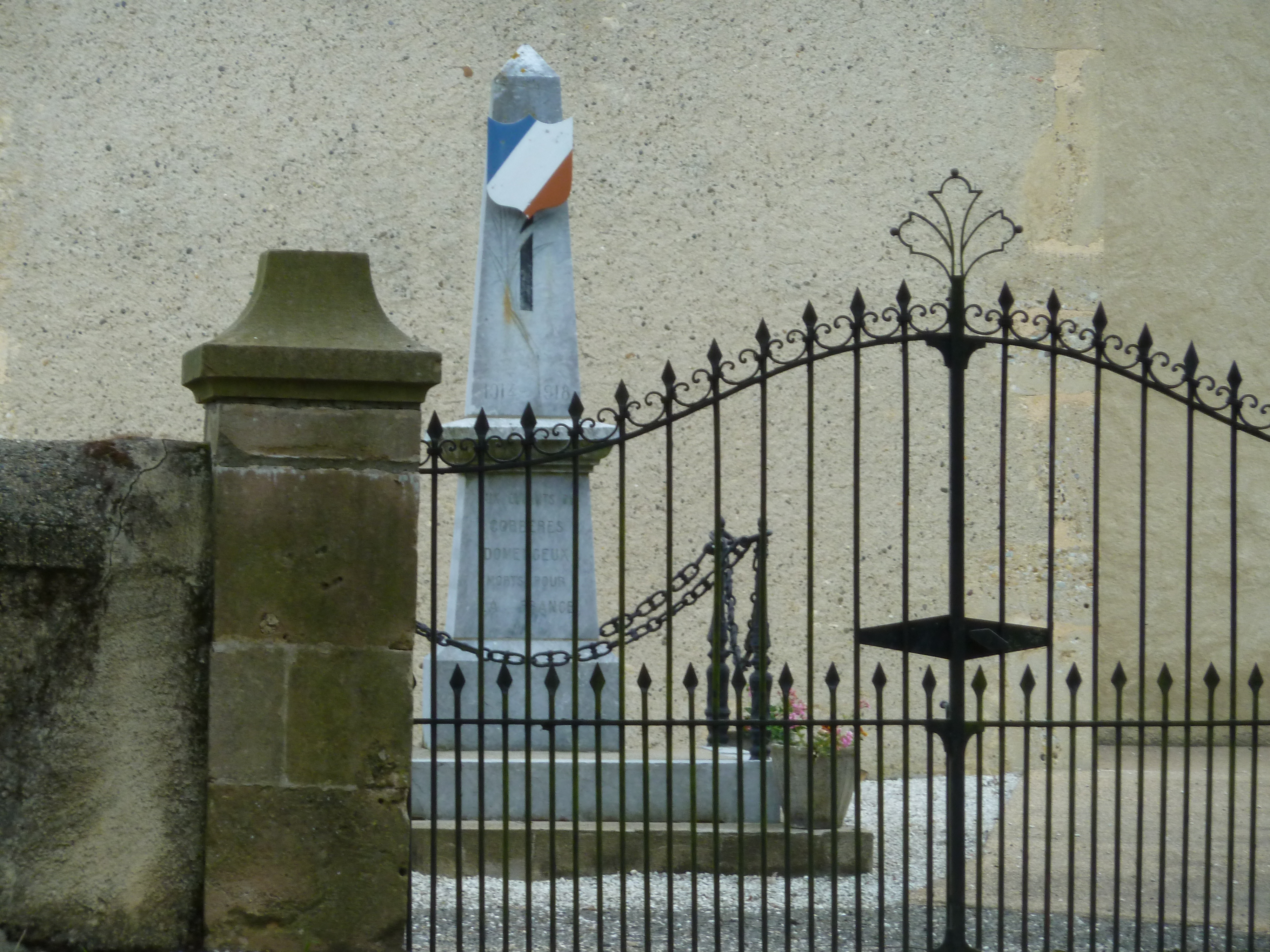
Военный мемориал